# 이리 베이호크스 (2008년)
이리 베이호크스(Erie BayHawks)는 미국 펜실베이니아주 이리를 연고지로 하는 NBA G 리그 동부 콘퍼런스 애틀랜틱 디비전 소속 프로 농구 팀이다.
2017년 플로리다주 레이클랜드 (레이클랜드 매직)로 연고지를 이전했다.

## 역대 NBA 제휴팀
| 이리 베이호크스         |               |
| 클리블랜드 캐벌리어스   | 2008년~2011년 |
| 필라델피아 세븐티식서스 | 2008년~2009년 |
| 토론토 랩터스           | 2009년~2011년 |
| 뉴욕 닉스               | 2011년~2014년 |
| 올랜도 매직             | 2014년~2017년 |

## 역대 홈경기장
| 경기장               | 사용기간      | 장소                | 수용인원 | 비고 |
| -------------------- | ------------- | ------------------- | -------- | ---- |
| 이리 베이호크스      |               |                     |          |      |
| 이리 인슈런스 아레나 | 2008년~2017년 | 펜실베이니아주 이리 | 6,750명  | 빈칸 |